# Podlešín
Podlešín (Duits: Podleschin) is een Tsjechische gemeente in de regio Midden-Bohemen en maakt deel uit van het district Kladno. Het dorp ligt op 6 km afstand van Slaný.
Podlešín telt 329 inwoners (2023).

## Geschiedenis
De eerste schriftelijke vermelding van het dorp dateert van 1052, toen er in een akte melding werd gemaakt van een zekere Svérad van Podlešín. Volgens de inventaris van historische en artistieke monumenten van het politieke district Slánsko uit 1904 wordt Podlešín in oudere documenten Potlýštín genoemd en later Potleštín. Aan de rand van het dorp, onder Bechov, werd een nederzetting uit de Romeinse tijd gevonden met askuilen, dierenbotten, scherven met gegroefde versieringen, een bronzen gesp, ijzeren schedes, een ijzeren verbrokkeld voorwerp, schaats van dierenbot, wetsteen en resten van bewerkte, in stukken gezaagde hertengeweien.
In de oprichtingsakte van de Sint-Wenceslauskerk in Stará Boleslav wordt melding gemaakt van een burcht in Podlešín. Die zou hebben gestaan op de thans nog aanwezige Ritterberg (naamgeving door Duitse kolonisten na de Dertigjarige Oorlog).
In de buurt van Podlešín, aan de noordkant, liggen in onbruik geraakte ijzererts- en kolenmijnen. Aan de zuidkant van Podlešín, op de heuvel die za vrchem (achter de heuvel) wordt genoemd, liggen eveneens in onbruik geraakte mijnen, te weten Eliška I en Eliška II. De aanwezigheid van de mijnen domineerde jarenlang het dorpsbeeld. In 1852 werd het gemeentewapen voorzien van mijnwerkershamers. In 1865 werd het wapen vervangen door het huidige.
Sinds 1960 is Podlešín een zelfstandige gemeente binnen het district Kladno.

## Faciliteiten
In het dorp zijn twee cafés, een supermarkt, bibliotheek en gemeentehuis gevestigd. Het dorp heeft geen postkantoor, school, gezondheidscentrum of politie.
Op de heuveltop staat een kazerne. Tot begin jaren negentig stond hier een radar die onderdeel was van de luchtverdediging van Praag. De commandopost van de 71e luchtdoelraketbrigade bevond zich in de jaren tachtig in een ondergrondse bunker met de naam Drnov. Tussen 1985 en 2003 werd de veiligheid van het luchtruim boven Praag van hieruit voortdurend verzekerd. Thans zijn de bunker en het gebouw toegankelijk voor het publiek als onderdeel van het Museum van de Koude Oorlog en Luchtverdediging.
Een van de belangrijkste gebouwen is het stationsgebouw uit 1873. Podlešín onderscheidde zich van andere dorpen in de buurt doordat het twee stations had. In die tijd was dat vrij uniek in Tsjechië.

## Verkeer en vervoer

### Autowegen
Er leiden regionale wegen naar het dorp. Op 2,5 km afstand van het dorp ligt snelweg D7 Praag - Chomutov.

### Spoorlijnen
Podlešín ligt op de kruising van spoorlijn 110 Praag - Slaný - Louny en 121 Hostivice - Podlešín. Het station werd in 1873 geopend voor vervoer tussen Praag en Slaný, in 1922 gevolgd door het traject Podlešín - Zvoleněves. Op lijn 110 rijden dagelijks 1 sneltrein en 15 stoptreinen in beide richtingen. Op lijn 121 rijden alleen in de zomer nog 2 stoptreinen en alleen in het weekend.

### Buslijnen
In Podlešín is één gelijknamige bushalte, die bediend wordt door lijn 626 Kladno - Velvary van vervoerder ČSAD MHD Kladno (in opdracht van Arriva Střední Čechy).

## Bezienswaardigheden

### Gedenkbomen
Op de weg tussen het station en het centrum staat een gedenkboom die naar schatting 150 jaar oud is. De boom is een zomerlinde met een omtrek van 297 cm. Op een landgoed in het dorp staat nog een gedenkboom, te weten een zomereik.

### Overige bezienswaardigheden
- Dorpskapel

## Galerĳ

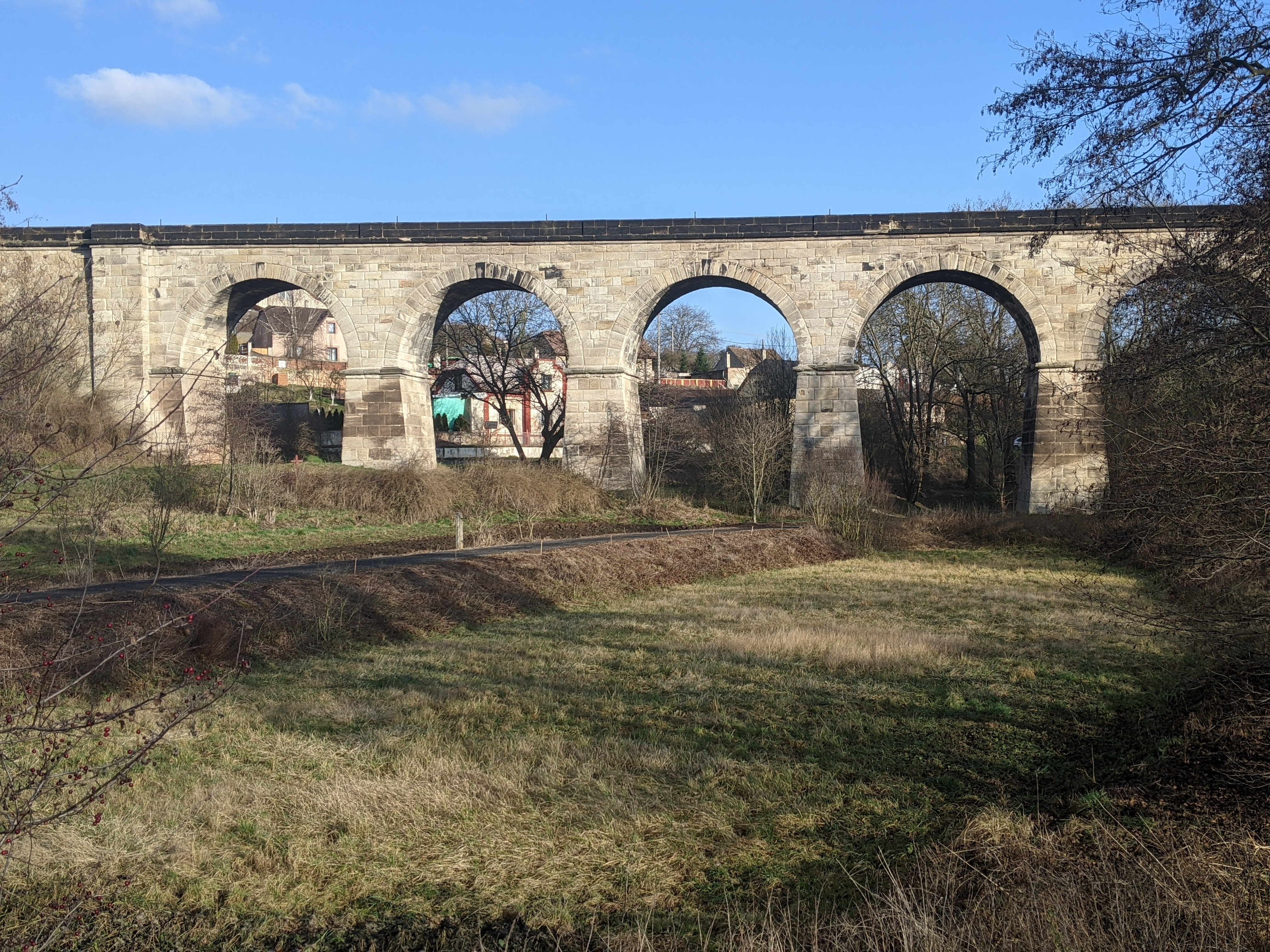
Viaduct van spoorlijn 110
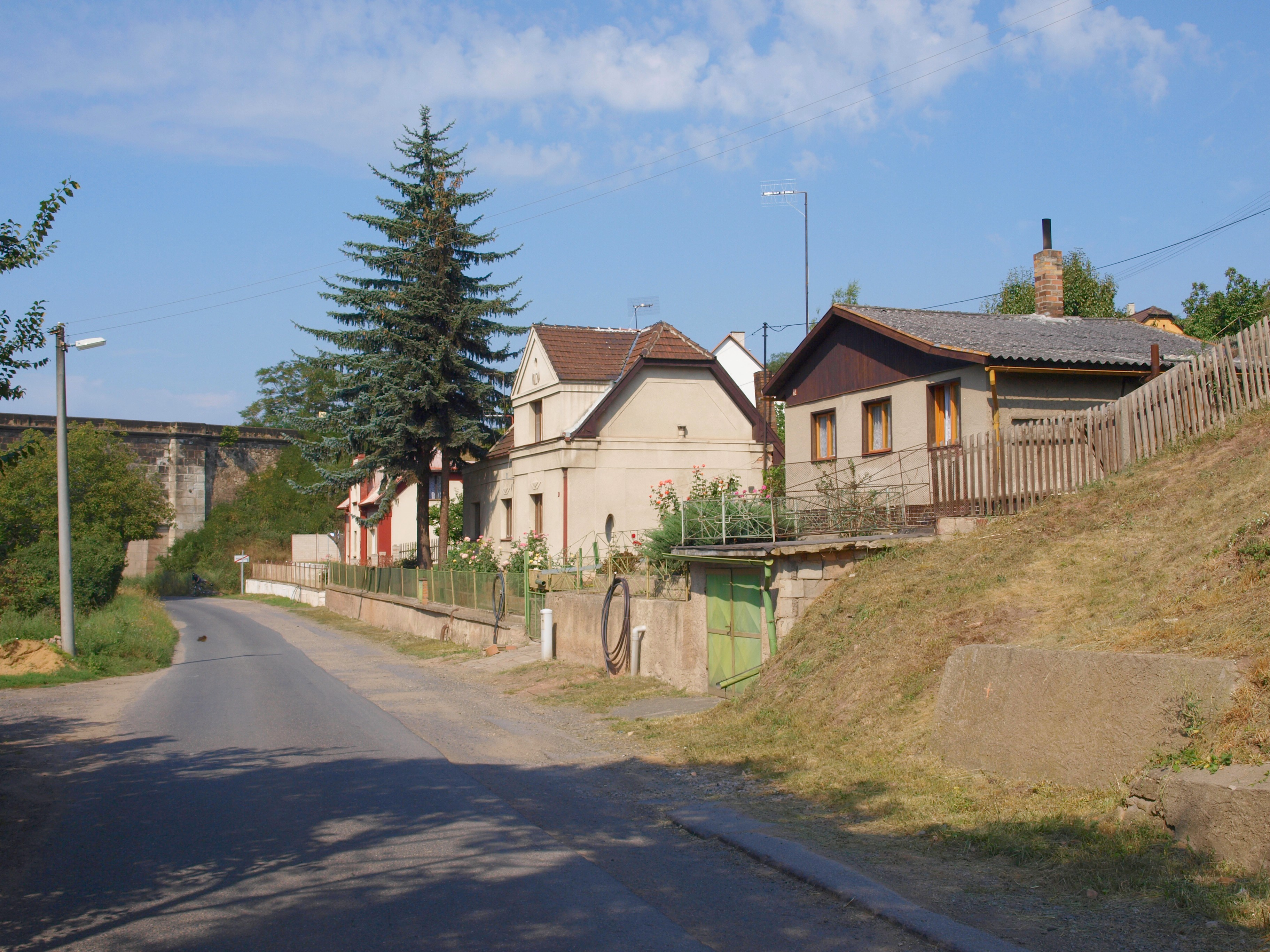
Huizen nabij viaduct
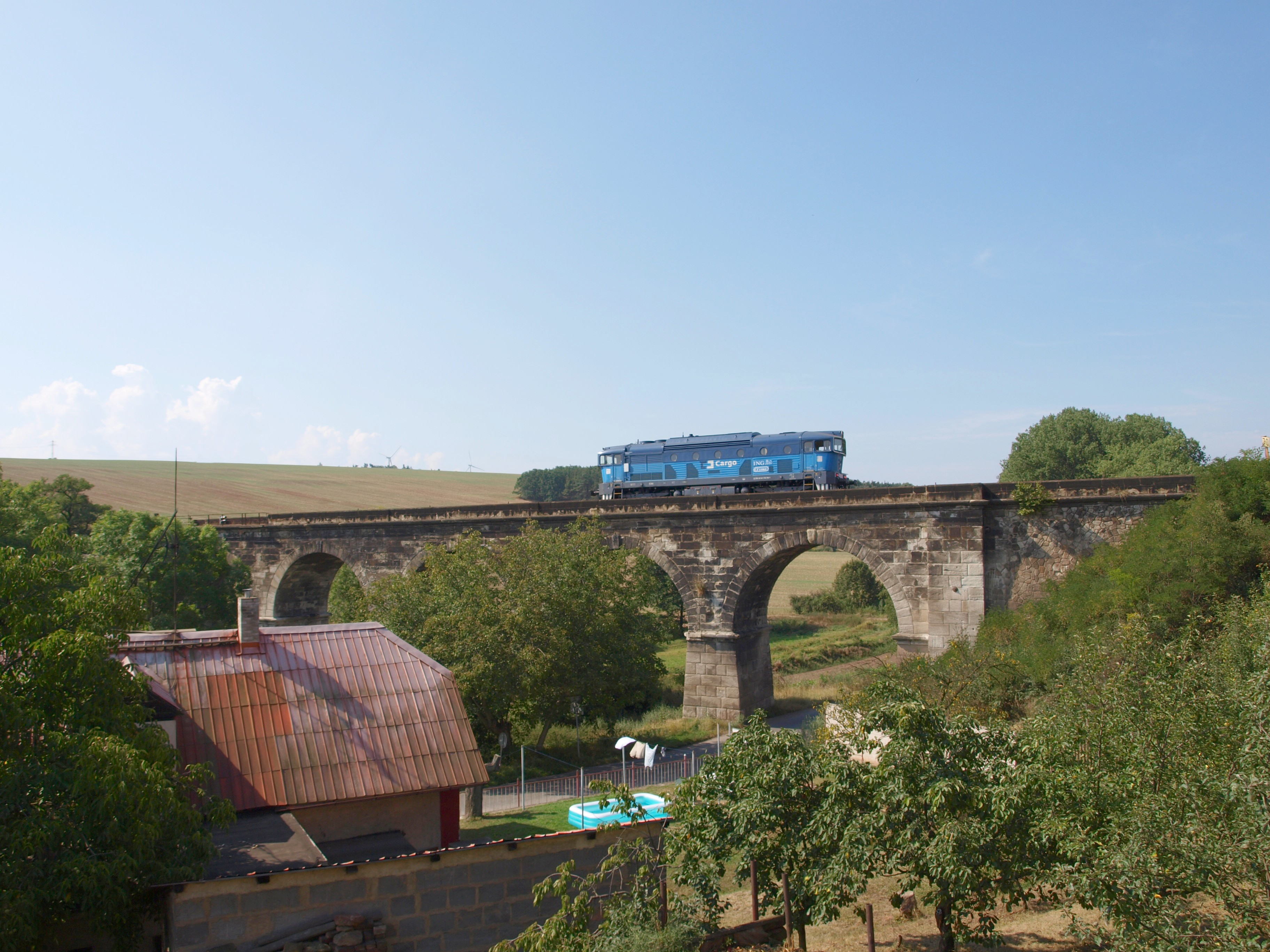
Viaduct met locomotief
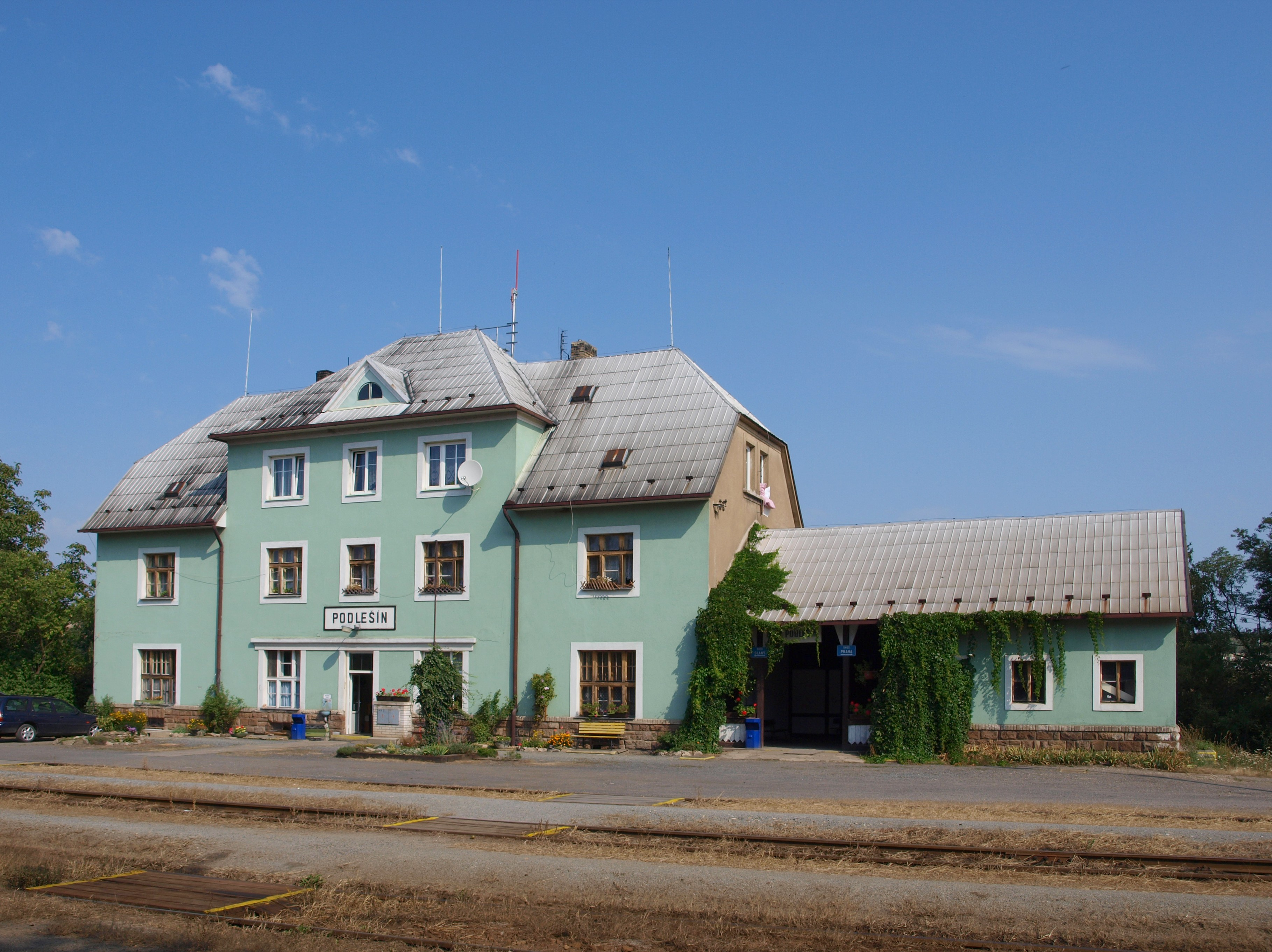
Station Podlešín
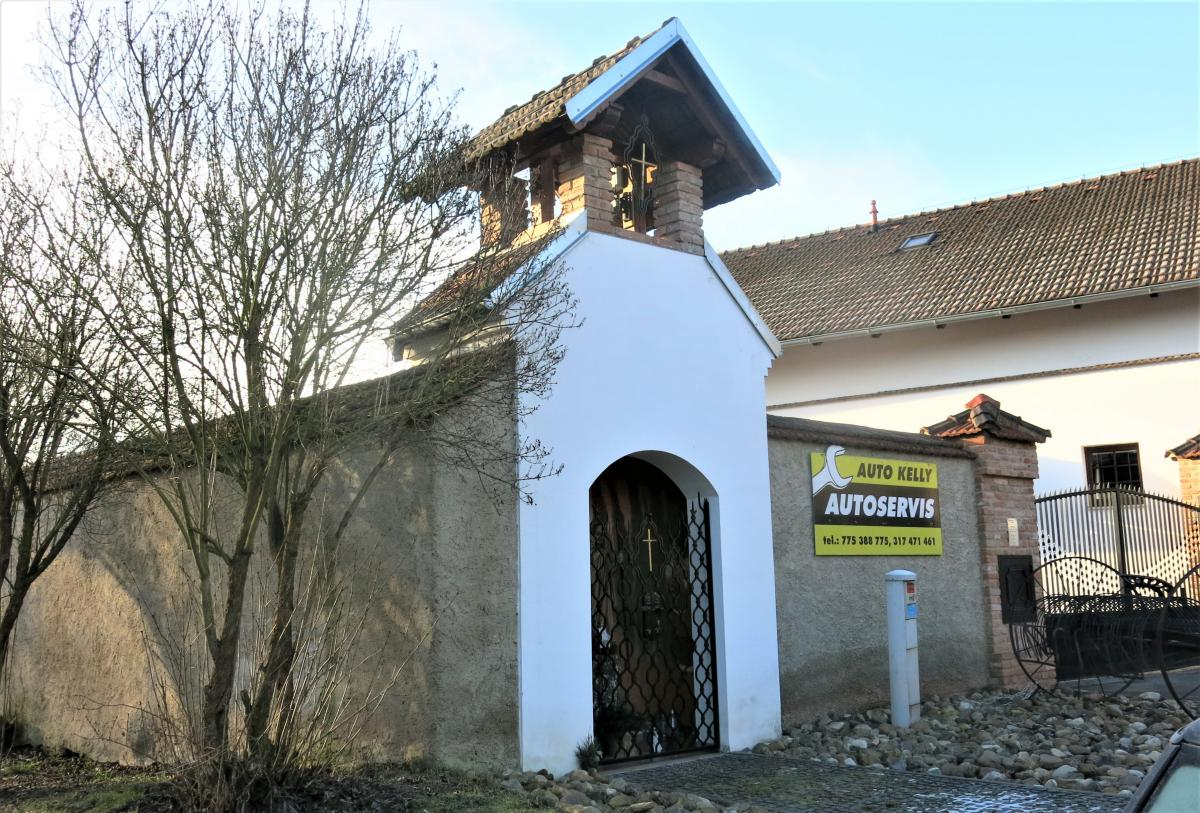
Dorpskapel
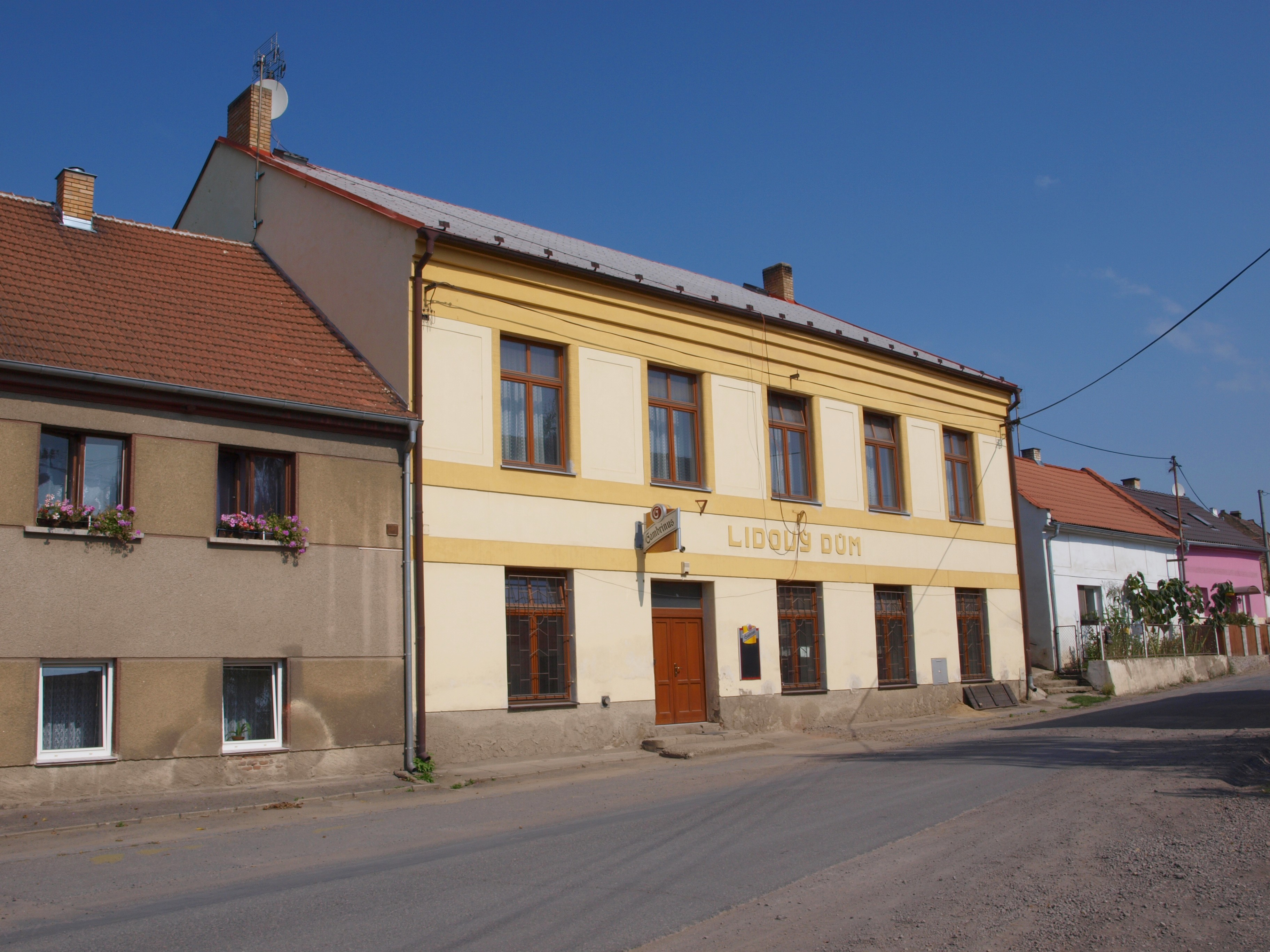
Café in Podlešín
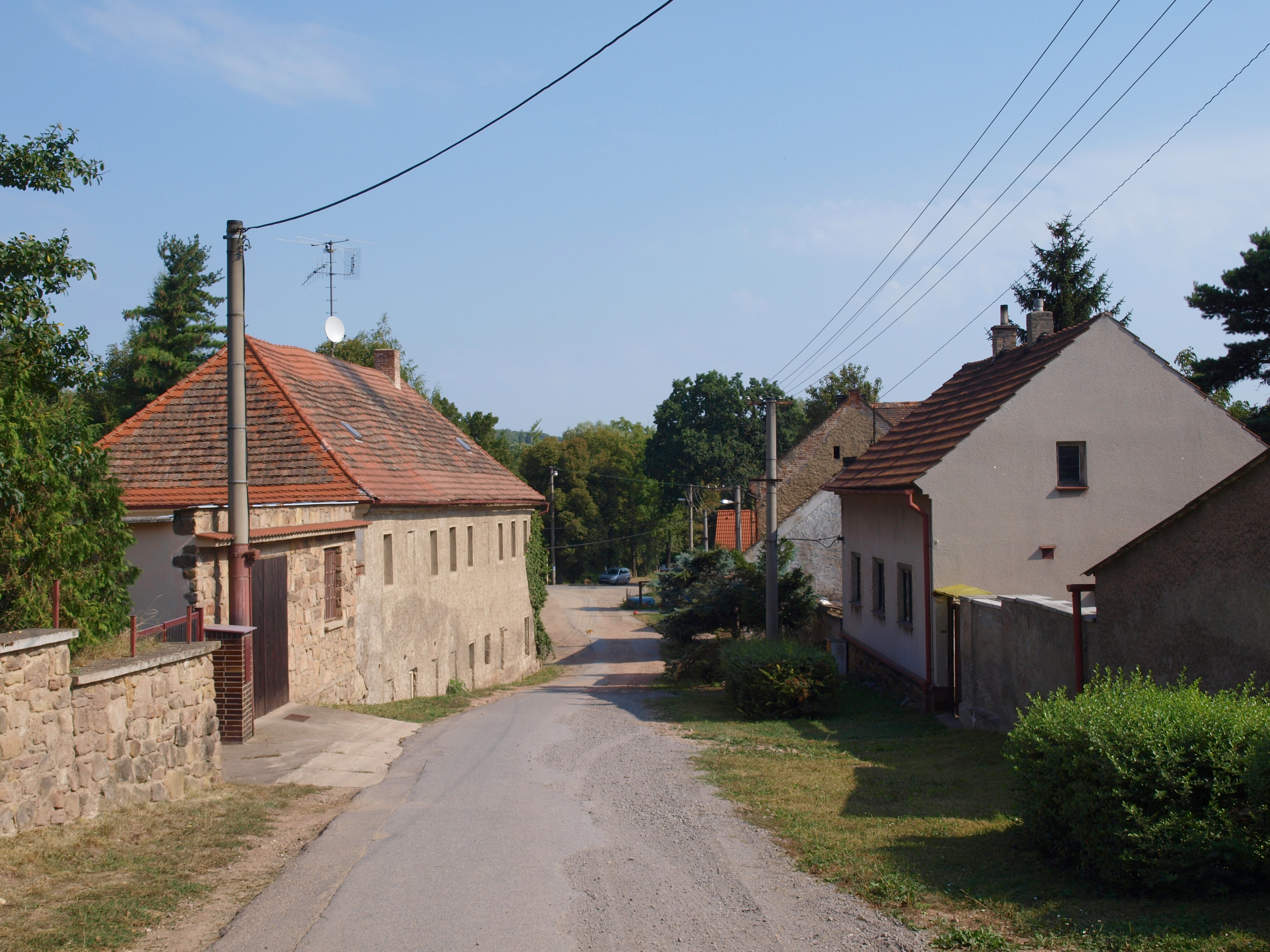
Stationsweg
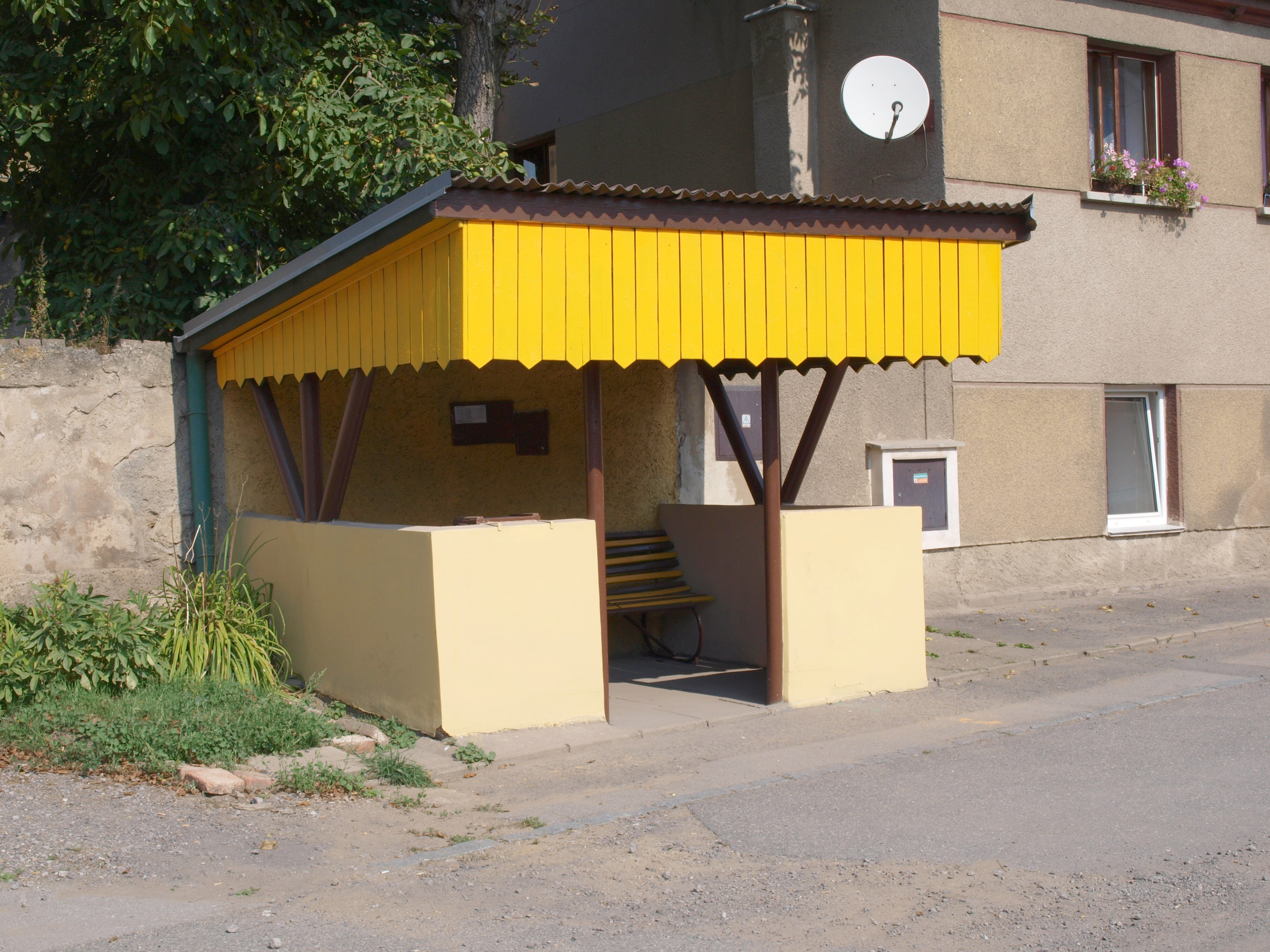
Bushalte in het dorp